# Sidi Bou Said

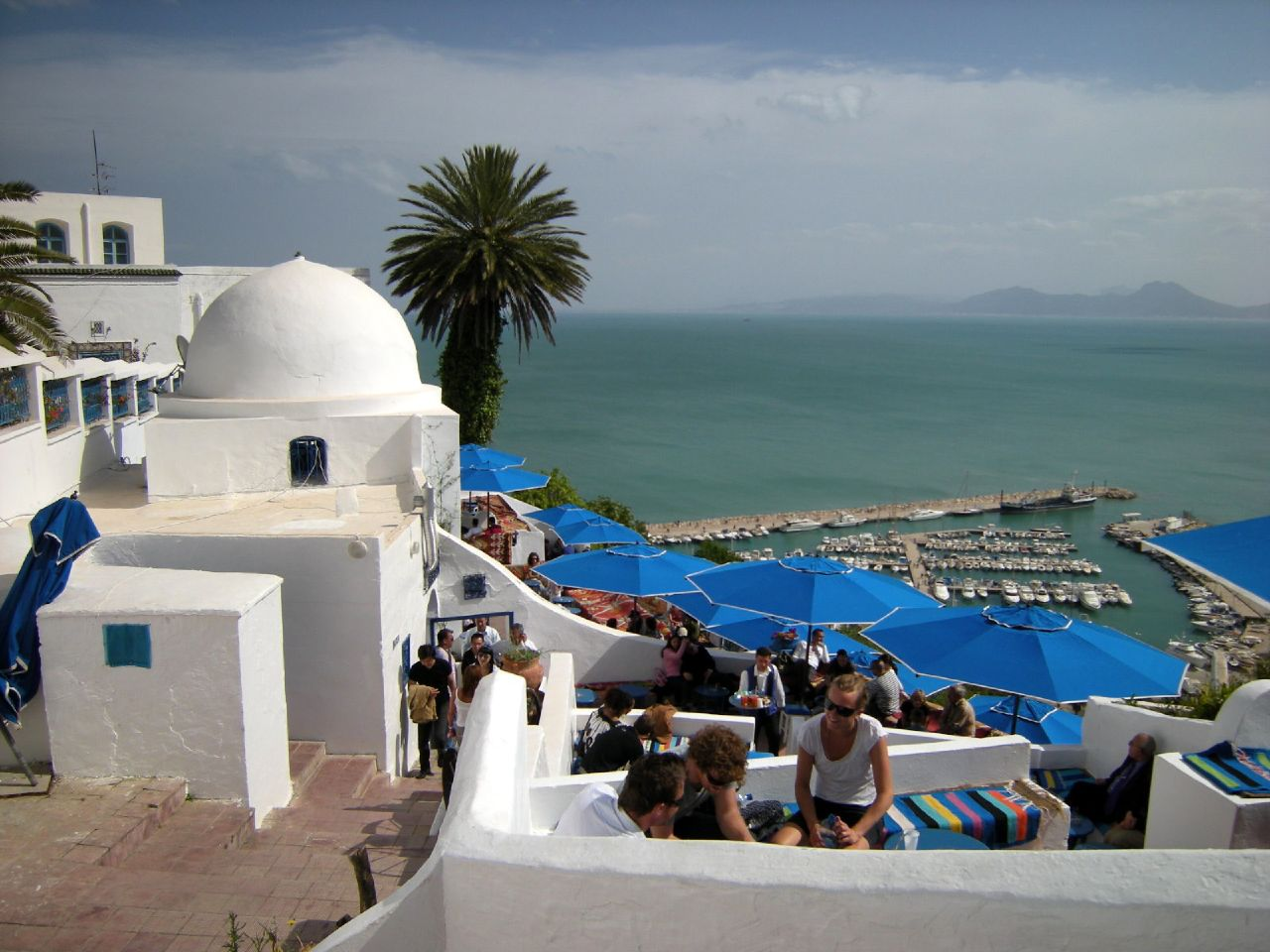
Café com vista sobre o mar

Sidi Bou Said ou Sidi Bousaid (em árabe: سيدي بو سعيد; em francês: Sidi Bou Saïd) é uma vila e município da costa nordeste da Tunísia, situada aproximadamente 20 km a nordeste do centro de Tunes. Em 2004 o município tinha 4 793 habitantes.
É uma vila muito pitoresca, tanto pelas suas casas brancas e azuis tradicionais, como pela paisagem em que se insere, ocupando uma falésia sobre o mar Mediterrâneo, que domina o golfo de Tunes e a zona de Cartago. É muito frequente ver fotografias de Sidi Bou Said em todo o tipo de material de promoção turística da Tunísia. A vila tem o nome de um santo muçulmano que viveu nos séculos XII e XIII — Abu Saïd Khalaf ibn Yahya el-Tamimi el-Béji, mais conhecido como Sidi Bou Said — cuja sepultura e zauia se encontra no centro da vila e que ficou em ruínas depois de ter sido incendiado em 12 janeiro de 2013 após ameaças destruição por parte de salafistas.
É conhecida como local de artistas, e de facto foram muitas os artistas que viveram em Sidi Bou Said, como por exemplo Paul Klee, Henri Gustave Jossot, August Macke ou Louis Moillet. Os artistas tunisinos que viveram em Sidi Bou Said são membros da "Escola de Tunes" e entre eles encontram-se Yahia Turki, Ammar Farhat e Brahim Dhahak. O filósofo Michel Foucault também viveu ali vários anos, quando era professor na Universidade de Tunes.

## História
Os cartagineses e depois os romanos teriam utilizado o local elevado onde se encontra atualmente a vila para erguer uma torre de fogo (farol). Um mosaico com seis metros por cinco comprova a existência de uma villa.
No século XI, os Almorávidas escolhem o local para ali instalarem torres de vigilância e faróis, para defesa da costa nordeste da Tunísia. Os faraóis dão o nome à colina: Djebel Menara ("monte do farol").
Abu Saïd Khalaf ibn Yahya el-Tamimi el-Béji, conhecido como Sidi Bou Said, ensinou na rua onde morava em Tunes e que depois conservou o seu nome, Perto do fim da sua vida, retira-se para o Djebel Menara, à arrábita construído sobre a colina que domina o cabo Cartago, para o guardar e para ensinar sufismo. É então alcunhado de "mestre dos mares", devido à proteção divina que os marinheiros que passavam junto do local acreditavam receber. O santo morreu em 1231 e foi enterrado na colina. A zauia ali construída foi o primeiro elemento da aldeia que tomaria o seu nome. Achados arqueológicos encontrados na vertente norte sugerem que existiu uma muralha em volta do sítio.
Desde o século XVII que o charme da aldeia seduz a burguesia tunisina e a famílica beilhical husseinita ali construiu edifícios luxuosos de estilo árabe-muçulmano como o Dar Dellagi, Dar Mohsen, Dar Thameur, Dar Arif, Dar Lasram, Dar Debbagh, Dar Chérif, Dar Bahri,o palácio de Naceur Bei, etc. O nome de Sidi Bou Saïd foi atribuído em 1893, quando se tornou um município. Em 1910 o barão de Erlanger, um milionário artista, musicólogo e orientalista instalou-se definitivamente na aldeia, onde construiu um grande e luxuoso palácio a que chamou Ennajma Ezzahra ("Palácio de Vénus"), uma imitação do palácio da Alhambra de Granada, cuja decoração interior refinada mistura elementos andalusinos com elementos espanhóis e italianos. O barão consegue que em 28 de agosto de 1915 seja emitido um decreto para assegurar a preservação da aldeia, impondo o azul e o branco que lhe eram tão caros, e proibindo qualquer tipo de construção anárquica no promontório. Este facto faz de Sidi Bou Said o primeiro sítio classificado do mundo.[carece de fontes?]
Sidi Bou Said está ligada ao sítio de Cartago, classificado como Património Mundial pela UNESCO desde 1979. No entanto, isso não impediu o avanço da urbanização em curso desde Sidi Bou Said até a La Malga e Salambô. A cabos aéreos de eletricidade e de telecomunicações também desvirtuam a paisagem.[carece de fontes?]
A partir do século XIX, a localidade atrai numerosos artistas, músicos e escritores, como Chateaubriand, Flaubert, Lamartine, André Gide, Colette. Foi em Sidi Bou Said que Michel Foucault escreveu “A Arqueologia do Saber”.

## Arquitetura e atrações turísticas

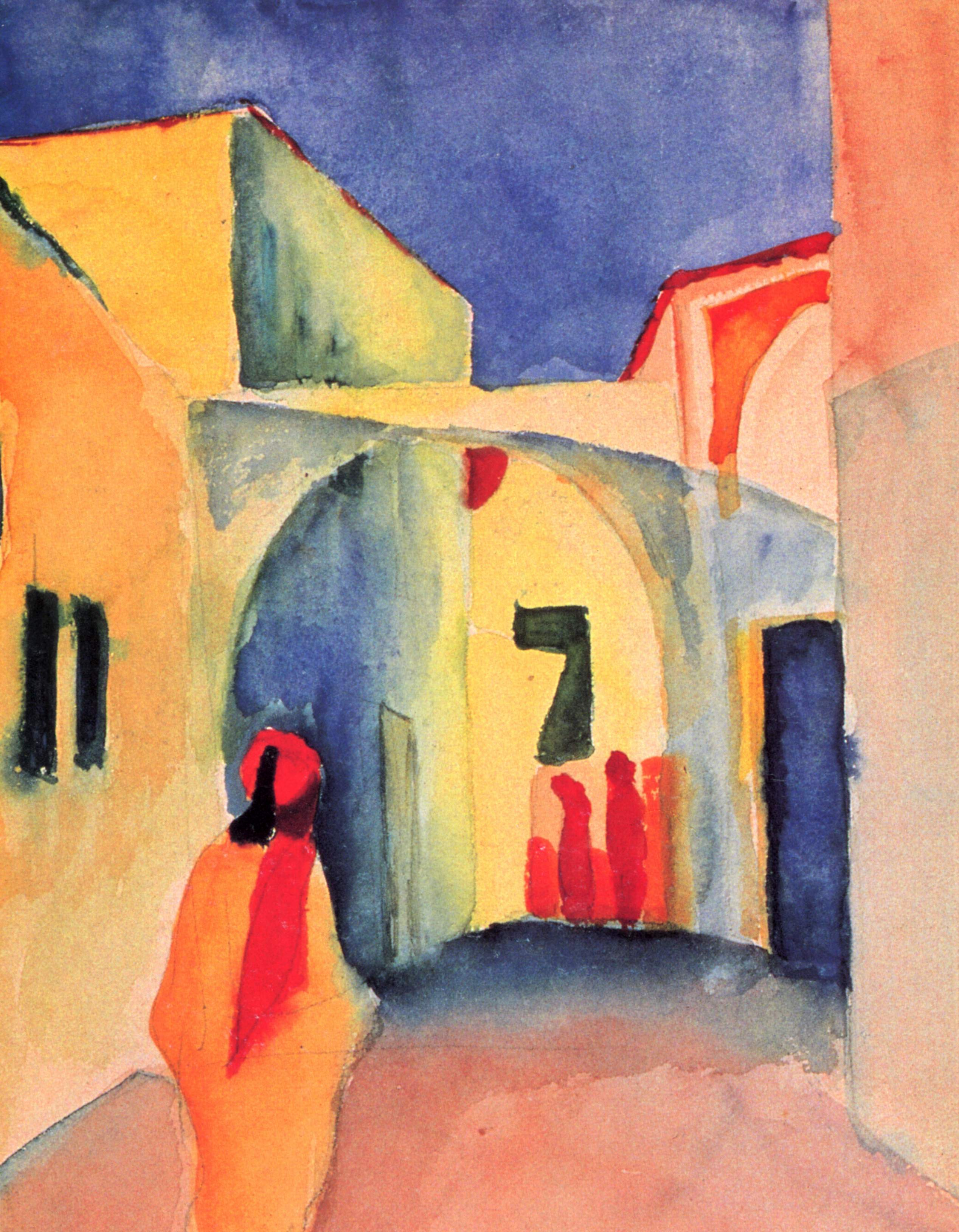
Vista de uma ruela, aguarela de Sidi Bou Said de August Macke, 1914

As casas de Sidi Bou Said, que combinam a arquitetura árabe e andaluza, de uma brancura resplandecente, com portas e janelas azuis, estão espalhadas um pouco ao acaso por ruelas tortuosas. Entre os edifícios mais sumptuosos destaca-se o Dar El Annabi, onde viveu o mufti El Annabi. Construído no século XVIII, tem cerca de cinquenta divisões e é conhecido como o "palácio das mil e uma noites". Atualmente é um museu onde estão expostas peças de estilo árabe-muçulmano, entre elas um vestido de noiva que pesa 22 quilos.
Outro grande palácio é o construído pelo barão de Erlanger, onde está instalado o Centro de Músicas Árabes e Mediterrânicas. O palácio, que está aberto ao público, tem uma decoração interior muito refinada e um grande jardim luxuriante de estilo andaluz.
Durante o século XIX foram construídas várias grandes casas de veraneio em estilo árabe-muçulmano, que ao longo do século XX se foram transformando gradualmente em residências principais. Exemplo disso são o ar Dellagi, Dar Mohsen, Dar Toumi, Dar Sfar, Dar Senoussi, Dar Chérif, Dar Bahri, Dar Lasram, Dar Khalsi e Dar Arif.
A vila é igualmente famosa pelos seus cafésm cujas esplanadas são locais de descontração muito populares entre os habitantes de Tunes. Entre estes cabe referir os seguintes:
- Café Halia (ou Café des Nattes [das esteiras]), onde eram realizadas soirées de malouf organizadas pelos melómanos locais.

- Café de Sidi Chaabane (ou Café das Delícias), fundado no final dos anos 1960, tem uma vista magnífica e única para o golfo de Tunes.

- Café da praça principal, no passado um espaço reservado aos anciãos locais.